# NGC 4683
NGC 4683 је елиптична галаксија у сазвежђу Кентаур која се налази на NGC листи објеката дубоког неба.
Деклинација објекта је - 41° 31' 44" а ректасцензија 12h 47m 42,2s. Привидна величина (магнитуда) објекта NGC 4683 износи 12,8 а фотографска магнитуда 13,8. NGC 4683 је још познат и под ознакама ESO 322-83, MCG -7-26-47, DRCG 56-18, DCL 212, PGC 43182.